# 1979年日本

## 政府
- 天皇：裕仁
- 內閣總理大臣：大平正芳

## 大事紀

### 1月
- 1月26日——三菱銀行人質事件。

### 7月
- 7月1日——SONYWALKMAN發售。

### 9月
- 9月7日——第35屆日本眾議院議員總選舉

## 出生
- 1月1日——堂本光一，歌手、演員。
- 4月10日——堂本剛，歌手、演員。
- 4月18日——上地雄輔，歌手。
- 5月24日——大須賀純，配音員。
- 5月30日——釘宮理惠，配音員。
- 10月30日——仲間由紀惠，歌手、演員。

## 逝世
- 3月4日——保利茂，政治人物。
- 4月12日——船田中，政治人物。
- 9月30日——椎名悅三郎，政治人物。
- 11月1日——堀內謙介，外交官